# Phyle facetaria
Phyle facetaria là một loài bướm đêm trong họ Geometridae.